# Xã Pusheta, Quận Auglaize, Ohio
Xã Pusheta (tiếng Anh: Pusheta Township) là một xã thuộc quận Auglaize, tiểu bang Ohio, Hoa Kỳ. Năm 2010, dân số của xã này là 1.301 người.